# Història de Navarra

Navarra

Escut del Regne de Navarra

La història de Navarra narra els esdeveniments que han tingut lloc a Navarra des dels temps dels primers pobladors, a la prehistòria, fins a l'actualitat. Durant el temps de l'Imperi Romà, el nord del territori de Navarra era habitat pels vascons, una tribu preromana del sud dels Pirineus. Aquesta àrea mai no va ser completament subjugada, ni pels romans ni pels àrabs durant la conquesta d'Al-Àndalus. El 778 els navarresos van derrotar l'exèrcit franc en la batalla de Roncesvalls. El 824, Ènnec Arista va ser coronat rei de Pamplona, la qual cosa seria el fonament del Regne de Navarra. Aquest regne va assolir el seu zenit durant el regnat de Sanç III de Navarra i abastava grans porcions de territori que incloïen els territoris actuals de les comunitats de Navarra, Euskadi, La Rioja, Cantàbria i algunes regions de Castella i Lleó i Aragó. No obstant això, després de la seva mort, el regne va ser dividit entre els seus fills i mai no recuperaria aquesta esplendor. L'exèrcit de Navarra va participar en la decisiva batalla de Las Navas de Tolosa, juntament amb els altres regnes espanyols el 1212, després de la qual les possessions musulmanes a la península van reduir-se a un petit territori al sud-est.
La inclinació que sentien els reis navarresos per la política francesa i les negociacions per a casar el seu primogènit, Enric, príncep de Viana, amb una filla de Lluís XII de França, van ser els arguments de Ferran el Catòlic per enviar Fadrique de Toledo, duc d'Alba, a conquerir el Regne de Navarra el 1512. El 25 de juliol, Fadrique de Toledo, va ocupar Pamplona i la família reial navarresa va haver de refugiar-se a la Baixa Navarra i al Bearn. El 23 de març de l'any següent, les Corts de Navarra, amb la presència només dels beaumontesos, van proclamar Ferran el Catòlic com a "rei de Navarra". El 1515, les Corts de Castella, a Burgos i sense la presència de cap representant navarrès van annexionar l'Alta Navarra a la Corona de Castella. Malgrat les diverses batalles que es van lliurar per recuperar l'Alta Navarra i les revoltes dels habitants, els regnes de Navarra, no ho van assolir, i el territori de la Baixa Navarra va quedar separat de la resta del regne, fins a ser incorporat a França.
Tanmateix, el Regne de Navarra va aconseguir conservar molts privilegis i els seus furs després de la seva incorporació al regne de Castella, molts dels quals ha conservat fins al segle xx. De fet, és en reconeixement d'aquest furs, encara vàlids, que Navarra va accedir a la seva autonomia com a comunitat foral per mitjà d'un procés de millora, o més aviat, actualització del règim foral de Navarra que correspon a la democratització de les seves institucions forals i el seu estatus com a autonomia de l'actual Estat espanyol.

## Prehistòria

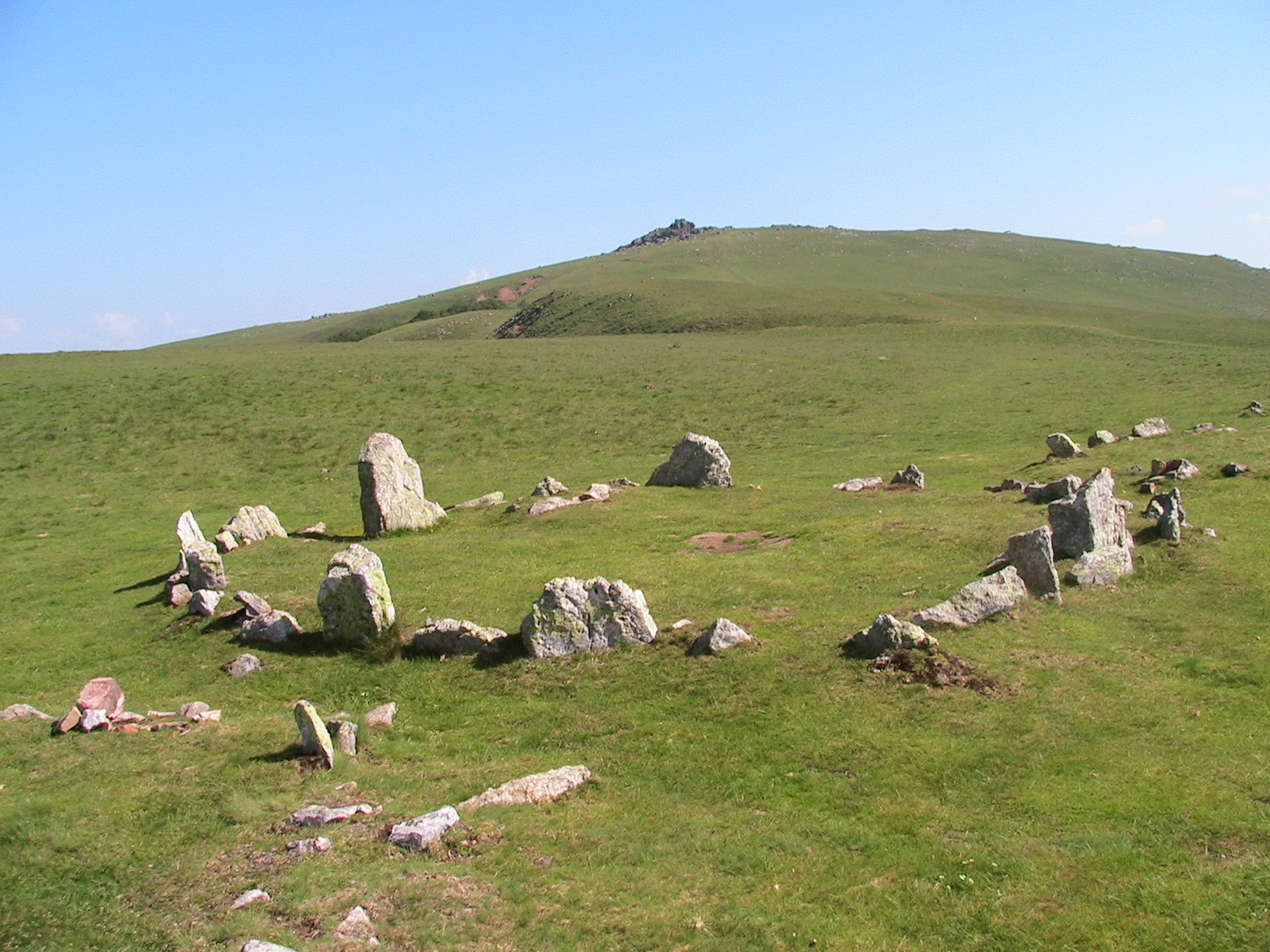
Harrespil d'Okabe a la Baixa Navarra.

Existeixen troballes de poblaments corresponents al paleolític inferior (600.000 aC al 40.000 aC) a Coscobillo, Urbasa, Estella-Lizarra, Lezaun, Lumbier i Viana. En convertir-se els caçadors en agricultors i pastors (edat del bronze) apareixen dòlmens i tallers de sílex a les zones de pasturatge; l'arquitectura megalítica es reparteix per tot Navarra, des de Viana, Cirauqui i Artajona, a les serres d'Urbasa i Aralar i els Pirineus.

## Romanització

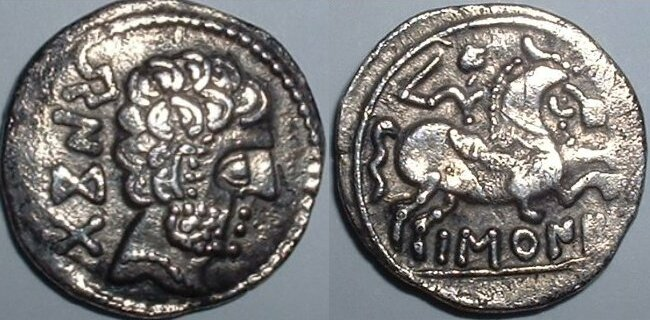
Moneda amb les inscripcions beskota (anvers) i baskunes (revers)

La influència de Roma és feble en el saltus vasconum o zona septentrional i boscosa -la muntanya-, on perviu la llengua pròpia, el basc. La permeabilitat cultural és escassa. Al contrari, des del segle ii aC, la romanització es referma en l’ager vasconum, zona meridional, més accessible i amb majors recursos naturals. Dins del saltus, Gneu Pompeu ocupa Iruña l'any 75 aC, principal ciutat vascona, i allà instal·la una població romana que portarà el seu nom: Pamplona.
Després de la descomposició de l'Imperi Romà, les tribus vascones recuperen la seva influència en l'ager romanitzat, estenent-la a més cap a les zones veïnes. Es defensen de les incursions militars dels monarques visigots, que intenten consolidar la seva influència política al nord de la península. També s'oposaran a la presència dels francs que amenacen la seva independència des del vessant nord dels Pirineus. La batalla de Roncesvalles contra Carlemany l'any 778 suposa el fre a les pretensions de la monarquia franca en aquesta part del Pirineu.

## Primera dinastia navarresa

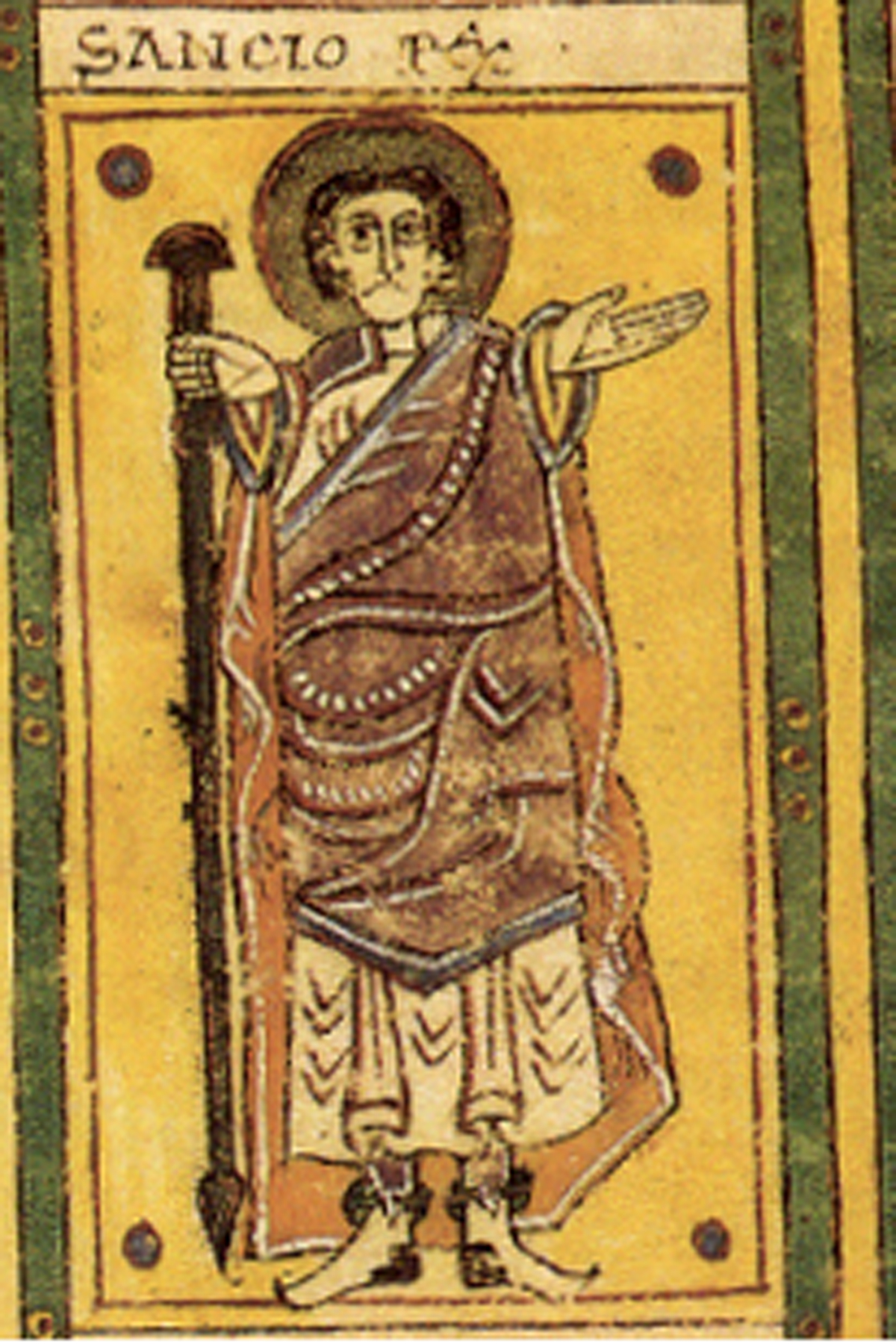
Sanç II. Codex Vigilanus

L'arribada dels musulmans suposa una nova amenaça. Els musulmans aconsegueixen ocupar la conca de l'Ebre en el 714. Tanmateix la seva presència serà feble, ja que no aconsegueix arrelar políticament o socialment. Aviat sorgeix un nucli cristià d'oposició a la presència musulmana, que el segle ix acabarà aglutinat políticament entorn de la dinastia autòctona dels Íñigos (dinastia Arista-Íñiga), la primera dinastia navarresa. El succeeix la dels Jimenos (dinastia Ximena), més consolidada políticament. Sanç Garcés (905-925), primer monarca d'aquesta dinastia, emprèn una decidida política d'expansió territorial davant els musulmans, per a la qual cosa estableix vincles amb els altres regnes cristians. Malgrat l'avenç de Sanç Garcés, que ocupa la comarca de Terra Estella, depassa l'Ebre i arriba a Nájera i Calahorra (914), la presència musulmana es mantindrà en la Ribera de Navarra durant un segle, ja que Tudela romandrà sota control musulmà fins a l'any 1119.

## El domini navarrès

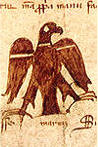
Segell de Sanç VII

Sanç Garcés III el Major (1004-1035) domina sobre la major part del territori cristià peninsular: Pamplona, Nájera, Aragó, Sobrarbe, Ribagorça, Castella i Lleó, mentre formula pretensions sobre la Gascunya i el comtat de Barcelona. El seu regnat representa l'expansió social, política i econòmica del reialme de Navarra, amb importants avenços territorials. Organitza el Camí de Sant Jaume, introdueix el romànic i incorpora els seus regnes a la cultura cluniacenca.
A finals del segle xi el regne deté la seva expansió territorial, limitat per l'avenç dels poderosos veïns de Castella i Aragó. Troba bloquejada la seva expansió pel Sud mentre assegui l'amenaça constant de l'annexió política. Oscil·lant entre la independència i la incorporació a l'òrbita política dels monarques francesos, castellans i aragonesos, en aquesta compromesa situació discorrerà Navarra durant la baixa edat mitjana.

## Sota la corona aragonesa
Navarra romandrà incorporada a la corona aragonesa de 1076 a 1134, de la qual se separarà en el regnat de García Ramírez (1134-1150) per recobrar la independència política. En el regnat de Sanç VI el Savi (1150-1194), el reialme de Pamplona passa a dir-se reialme de Navarra, la qual cosa s'interpreta com un gest d'afirmació política i de sobirania territorial davant les amenaces annexionistes d'altres regnes peninsulars, en especial el de Castella o el de Lleó i Castella units.
No obstant això, la pèrdua territorial continua, i en 1200, sota el regnat de Sanç VII el Fort (1194-1234) el regne perd els territoris d'Àlaba, Guipúscoa i el Duranguesat, conquerits pel monarca castellà. En endavant, Navarra, bloquejada a l'oest per la frontera amb Castella, es veurà obligada a orientar la seva política d'expansió territorial preferentment cap al nord -territoris francesos d'Ultraports- i cap a l'est, cap a la franja fronterera amb Aragó.

## En l'òrbita francesa
Amb la mort de Sanç VII el Fort en 1234 s'extingeix la dinastia navarresa i el regne entra en l'òrbita de França a la recerca d'un aliat que garanteixi la seva supervivència davant la constant pressió de castellans i aragonesos.

## Dinastia de Xampanya

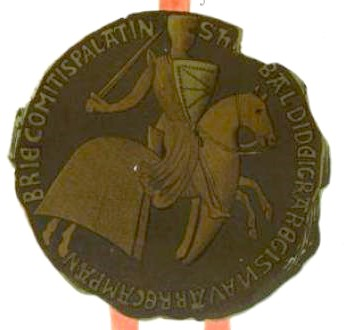
Teobald II de Navarra

Primerament s'instal·la a Navarra la casa de Xampanya (1234-1274). Amb l'arribada d'aquesta casa a Navarra comença un govern protagonitzat per reis d'origen francès al llarg de dos segles. Alguns d'ells ni tan sols van arribar a trepitjar Navarra i d'altres es van limitar a visites esporàdiques, dirigint el regne mitjançant governadors.
En tot cas, a Navarra va ser evident la influència de França, el regne de major envergadura de l'Europa cristiana de llavors. La presència de reis d'origen francès va provocar reformes avançades administratives, ja que aquests desconeixien les lleis i tradicions polítiques del regne, per la qual cosa va caldre, posar-les per escrit. Aquest va ser l'origen del Fur General de Navarra. En 1238 es nomena una comissió de cavallers, eclesiàstics i rics-homes per redactar el Fur Antic, primera constitució escrita del regne, on el monarca queda subordinat a les lleis i furs del regne. Al rei se li exigeix jurament de respecte dels furs com a requisit previ per a la seva proclamació com rei. Al seu torn, els diferents grups rectors de la societat navarresa presenten jurament de fidelitat al nou rei.
El pas de la Casa de Xampanya per Navarra va suposar un altre fet de gran importància com va ser la divisió administrativa del regne en merindades, de manera que durant gairebé un segle els navarresos van ser governats per persones alienes, que desconeixen la seva llengua, història i cultura i que, a més, resideixen lluny del regne i deixen l'administració a les mans de funcionaris d'origen francès. Aquesta situació, alhora que provoca un malestar creixent, serveix per unir els diferents grups socials en defensa de la llibertat del regne fins a aconseguir la separació de França.

## Dinastia Capeta
A la dinastia de Xampanya li succeeix la dinastia dels Capets, que entre 1274 i 1328 ocupa el tron de França al mateix temps que el de Navarra. Quan mor Carles I, en 1274, es produeixen enfrontaments entre diferents partits nobiliaris, que busquen suports a França, Castella i Aragó per a consolidar-se i afrontar la situació minoritària en què s'embarcava el regne. La inclinació evident de la reina regent Blanca d'Artois per buscar un matrimoni a Blanca I en la cort francesa va provocar el malestar de gran part de l'aristocràcia i del clergat. El conflicte es va unir a l'enfrontament dels burgs de San Cernin i San Nicolàs, a Pamplona, afins a la cort francesa, i el de la Navarrería, que es decantava a favor de la solució castellana o aragonesa.
Davant de la divisió dels navarresos i l'amenaça veïna, la reina vídua decideix recórrer a França. Un exèrcit enviat des de París per a refermar l'acord pel qual Joana es casava amb Felip, fill de Felip III de França, es va encarregar de posar ordre sense miraments; la Navarrería i la distinció episcopal sobre la ciutat van quedar arrasades (1276). L'acord entre l'Església i la Corona que va posar fi al conflicte no es va signar fins a 1319. La pujada al tron de Felip IV, marit de Joana I, va vincular el reialme de Navarra i el comtat de Xampanya amb la monarquia francesa.
D'aquesta forma, s'inicia un règim totalment dependent de París, des d'on arriben els "senescals", que ara reben el títol de governadors. També arriben altres alts càrrecs, com els "rebedors de comptes" de les merindades i bailías, o els merinos. Adquireixen especial rellevància la figura dels "inquisidors", oficials enviats pel monarca francès per revisar els comptes del tresor i controlar de forma directa la gestió dels oficials. Els registres de comptes del regne, confeccionats ja de forma plenament sistematitzada, s'envien directament a París per obtenir l'aprovació de la cort capeta.
D'altra banda, cada vegada més incòmodes amb la situació, els rics-homes, infanzones i bones viles van tornar a reactivar les velles reunions de les juntes i germandats, comprometent-se a fer valer els seus drets i costums. De fet, a la mort de Juana, el 1305, les juntes es van negar que continués reconeixent Felip IV el títol de rei de Navarra i va passar nominalment al seu fill Lluís I, "l'Hutin". Tanmateix, Lluís va endurir les condicions del govern capet, perseguint implacablemente a les juntes. A la seva mort no es van respectar els drets successoris de la seva filla Joana i el va substituir el seu germà Felip V, que va ocupar el tron com Felip II de Navarra des de 1316. Després de la seva inesperada mort el gener i 1322 sense hereus directes, va rebre el tron el seu germà Carles, "el Calb".

## Dinastia Evreux

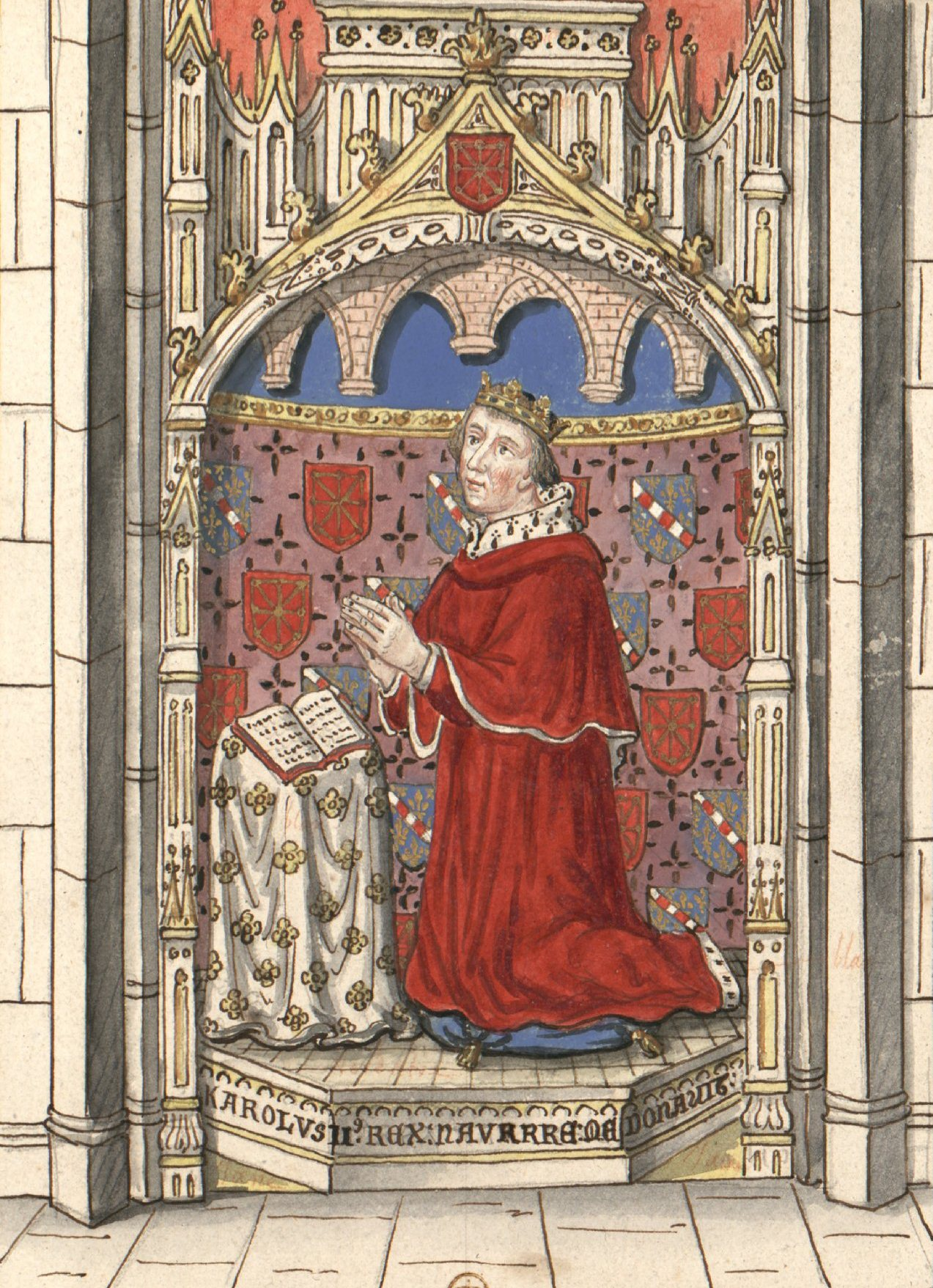
Carles II de Navarra

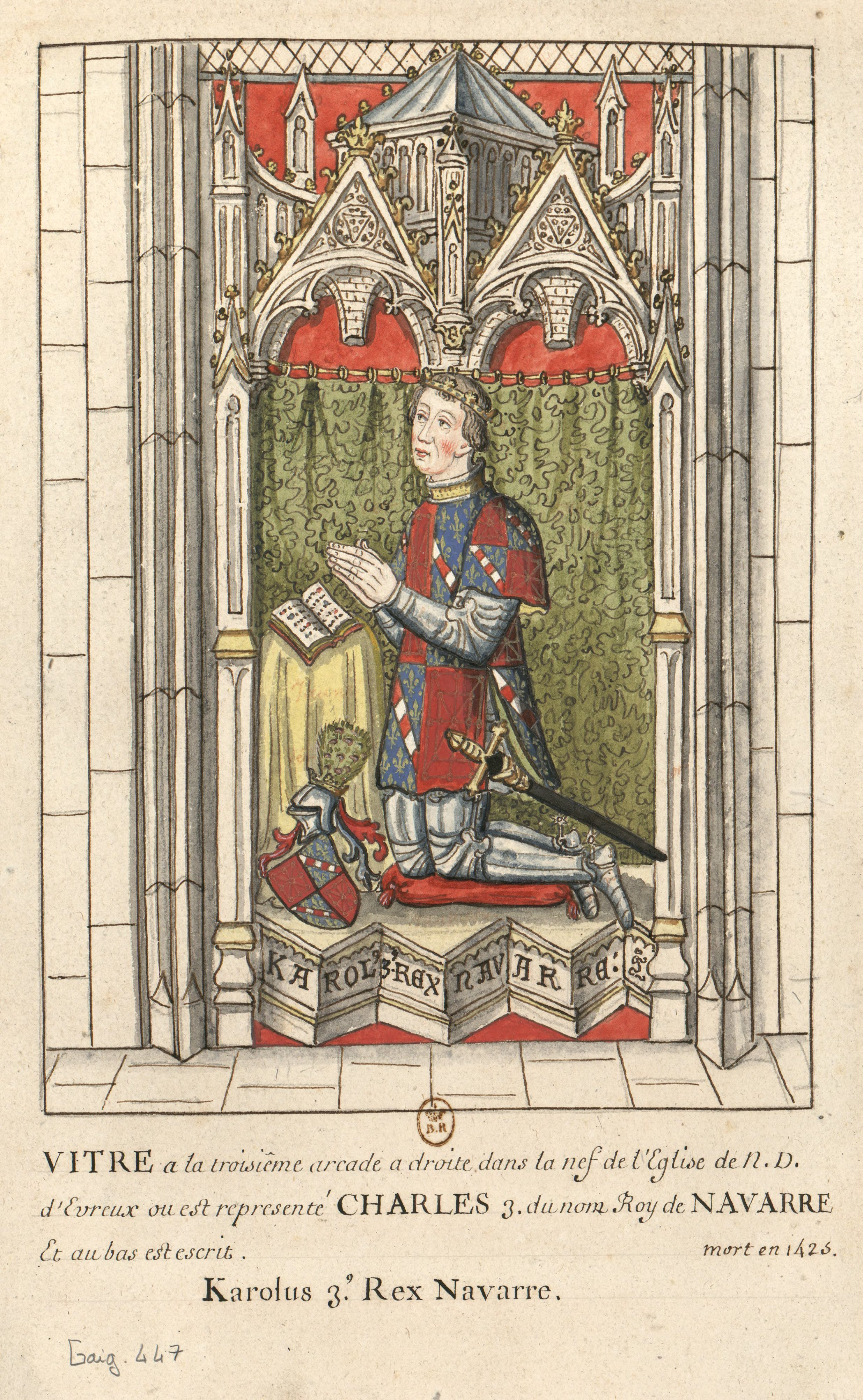
Carles III de Navarra

La casa d'Evreux (1328-1425) obre una etapa d'intenses relacions en la vida política peninsular i europea, en especial durant el regnat de Carles II, obsessionat per assolir el tron de França. A la mort de Carles I de Navarra i IV de França, la va succeir en el tron francès Felip IV de Valois. Els dirigents navarresos, en adonar-se del buit de poder, es van unir per a trobar un rei que no estigués vinculat a França. Reunits els estaments que representaven al Regne, van elegir per unanimitat a Joana, filla de Lluís Hutin i al seu espòs Felip III, comte d'Evreux, el 13 de març de 1328, tractant que la corona navarresa es desvinculés de la francesa, encara que aquests fossin francesos de naixement. Amb tot, els nous monarques decideixen romandre a París i delegar la seva autoritat en governadors francesos.
En el seu regnat consoliden les Corts o Tres Estats, formats pel clergat, la noblesa i la burgesia. A més, van protegir la burgesia urbana abans que la petita noblesa i infanzones. També van millorar l'administració, van actualitzar els registres i van aconseguir reunir-se en una comissió representativa de Navarra per redactar un apèndix al Fur General, anomenat "Amillorament de Felip III".
Els reis van mantenir bones relacions amb les corones de França i Castella. Felip va participar en una croada contra el rei musulmà de Granada, que va conduir a la presa d'Algesires, trobant la mort a Xerès en 1343. La seva esposa va regnar fins a 1349. El regnat de Carles III "el Noble" (1387-1425) ofereix un important balanç de prosperitat material i cultural, dona testimoni de la qual l'esplendor del gòtic navarrès, patent en obres artístiques com el Palau Reial d'Olite i el sepulcre d'aquest monarca a la Catedral de Pamplona.

## Conflicte successori i invasió
Després de la mort de Carles III "el Noble" s'obre un greu conflicte per la successió, que no és més que el primer símptoma d'una profunda crisi institucional i social que desembocarà en guerra civil. Joan II, que encapçala el bàndol dels agramontesos, està casat amb Blanca, l'hereva del tron navarrès, i des de 1458 és rei de Navarra i d'Aragó; davant seu se situa el seu fill, el llegendari Carles, el Príncep de Viana, que encapçala el bàndol beaumontès amb la pretensió, mai no assolida, d'ocupar el tron navarrès. Aquesta situació de debilitat interna es prolongarà durant mig segle i finalment serà aprofitada per Ferran el Catòlic, germanastre de Carles, qui amb suport dels beaumontesos, envairà Navarra el 1512, que d'aquesta manera passarà a formar part de la Corona de Castella. Senyor Joan i senyora Catalina d'Albret -últims reis del reialme de Navarra independent-, derrotats definitivament, buscaran refugi a l'altra banda dels Pirineus, que mai no tornaran a creuar, i mantindran la dinastia que donarà lloc, a partir de 1555, a la Casa de Borbó, que regnarà a França fins a la revolució de 1789, i a Espanya des de 1700.

## Navarra a Castella

Armes del Comte de Lerín, Condestable de Navarra.

Armes del Rei de Navarra, Dinastia Foix.

Després de la conquesta castellana Navarra és governada per un Virrei que exerceix l'autoritat del monarca. Alhora es mantenen les institucions del regne, en especial les Corts, que es reuniran al llarg dels segles XVI, XVII, XVIII, per legislar i que aprovi la contribució econòmica del regne les empreses de la monarquia espanyola. La Diputació del Reialme naixerà el 1576 com a òrgan permanent de govern i de representació de les Corts en els períodes que aquestes no es reuneixen; durant cinc segles aquesta institució ha estat la titular de l'administració pròpia de Navarra i s'ha mantingut a partir del segle xix amb el nom de Diputació Provincial, Diputació Foral de Navarra, i des de 1982, Govern de Navarra.
El final de les rivalitats internes del segle xv -que va concloure amb la victòria del ban beaumontès i la conquesta castellana- va suposar un ressorgiment econòmic que va permetre recuperar l'equilibri demogràfic, va estabilitzar la vida econòmica i va configurar sòlidament l'estructura institucional del Reialme de Navarra, que així va continuar anomenat-se fins i tot al segle xix.

## De les guerres carlines a l'actualitat

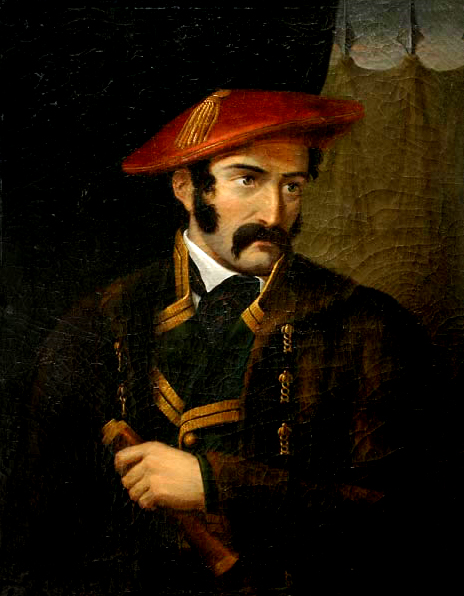
Zumalacárregui.

La situació d'equilibri polític i institucional comença a deteriorar-se la segona meitat del segle xviii amb la política centralitzadora dels Borbons. Aquesta política crearà una tensió creixent que esclatarà el 1833 amb la Primera Guerra Carlina. El conflicte finalitzarà el 1839 amb l'anomenada "Abraçada de Bergara" i des del punt de vista institucional i polític tindrà la seva plasmació en l'anomenada Llei Paccionada de 1841.
Per l'esmentada llei el Vell Reialme de Navarra s'integra, amb el rang de província, a l'Estat liberal, mentre manté encara institucions i lleis del seu propi règim foral, especialment les relatives al règim fiscal i a l'administració. Aquesta situació es va mantenir durant la Restauració borbònica, la Segona República Espanyola i el franquisme. Amb la democràcia, després de la Constitució espanyola de 1978, el règim foral de Navarra s'integra al nou sistema constitucional a mercè de la Llei Orgànica de Reintegració i Amillorament del Règimen Foral de Navarra, promulgada el 1982.

## Font
- Pàgina web oficial del Govern de Navarra